# قطعات الکترونیکی چاپی

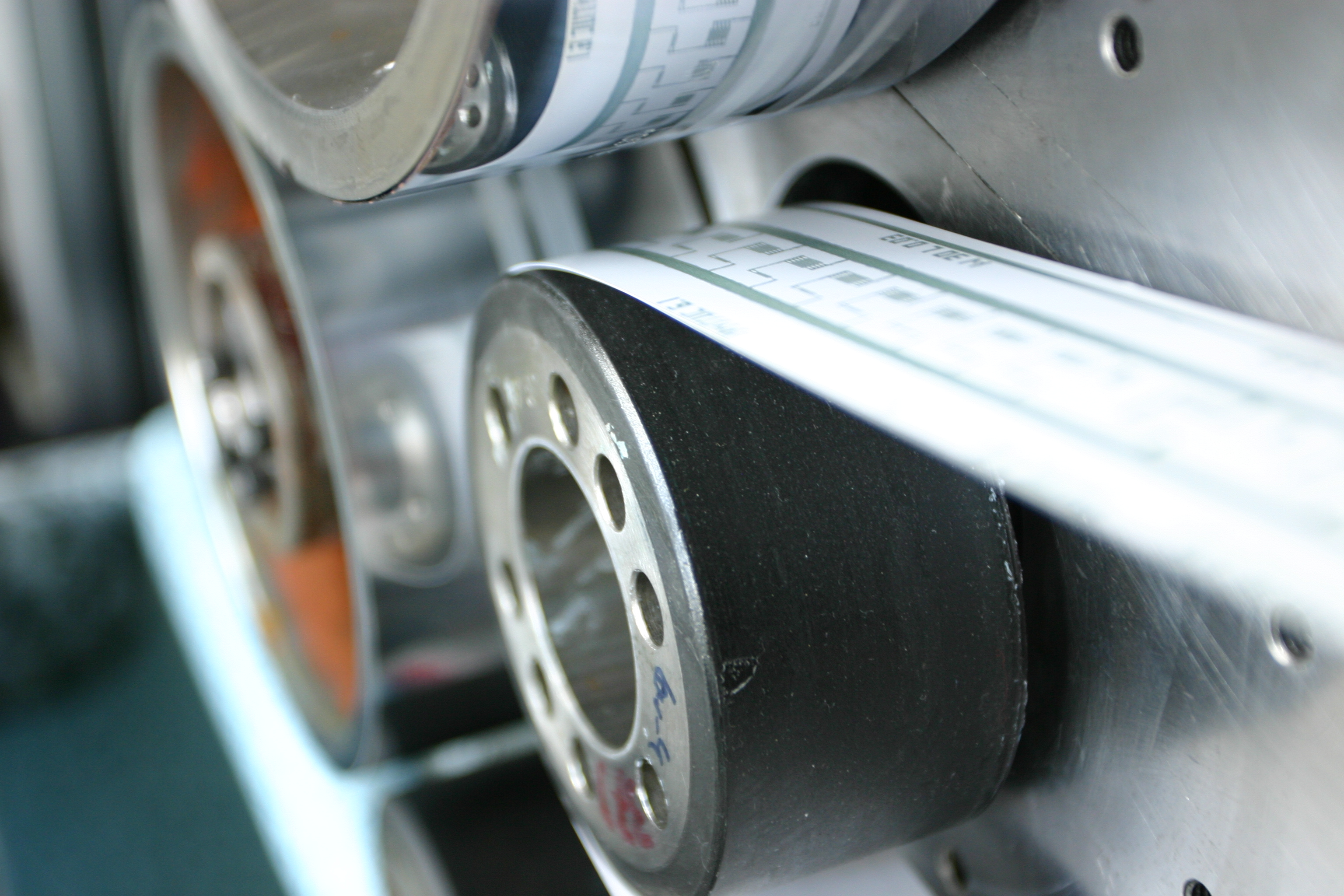

چاپ قطعات الکترونیکی با بکارگیری مجموعه‌ای از روش‌های چاپی روی بسترهای مختلف انجام می‌پذیرد. در تولید محصولات چاپی معمول، برای به وجود آوردن نقش‌ها و تصاویر از دستگاه‌های چاپ، نظیر چاپ سیلک اسکرین، چاپ فلکسو، گراوور، چاپ افست و جوهر افشان استفاده می‌شود که منجر به تولید محصول با قیمت مناسب می‌گردد.
برای تولید قطعات الکترونیکیen:Printed electronics فعال و غیرفعال مانند ترانزیستورهای نازک پلیمری یا همانen:Thin-film transistor TFT با روش‌های چاپی، مرکب‌هایی با قابلیت‌های الکترونیکی (رسانا، نیمه رسانا و عایق) بر روی بسترهای مختلف چاپی مانند کاغذ، فویل آلومینیوم، پلی اتیلن ترفتالات (PET) و غیره منقل شده و قابلیت بکارگیری در قطعات الکترونیکی که احتیاج به کارایی بالا ندارند و در عین حال قیمت مناسب آن‌ها مد نظر است مورد بررسی و پژوهش است.

## وضوح، رجیستری، ضخامت، مواد، روزنه‌ها
در چاپ‌های مرسوم، وضوح مورد نیاز براساس قابلیت چشم انسان است. چشم ما ذرات یا نقاط کوچکتر از ۲۰ µm را تشخیص نمی‌دهد و بدین ترتیب ظرفیت‌های چاپ مرسوم را بالا می‌برد. اما برای چاپ‌های الکترونیکی به دلیل اینکه این ساختارها بر روی مدار و نحوه عملکرد آن‌ها تأثیر می‌گذارد، به وضوح بیشتر و ساختارهای کوچک‌تر و نیز دقت بالای چاپ لایه‌ها بروی هم یا رجیستری مورد نیاز است. همچنین کنترل ضخامت، میزان روزنه‌ها، و قابلیت‌های مواد مصرفی مثل چسبندگی، حلالیت پذیری بر اساس عملکرد الکترونیکی مورد نیز است.

## تکنولوژی‌های چاپی
جذابیت صنعت چاپ برای تولید صفحه‌های الکترونیکی بیشتر به خاطر امکان آماده‌سازی لایه‌های با ساختار بسیار ظریف و در تیراژ بالا در مقایسه با روش‌های معمول به صورت بسیار ساده‌تر و از نظر اقتصادی به صرفه تر است. همچنین وارد کردن کاربردهای جدید یا توسعه آن‌ها به‌طور مثل انعطاف‌پذیری مکانیکی نقش بازی می‌کند. روش‌های چاپی معمولاً با توجه به حجم کار، کیفیت مورد نیز و مواد مصرفی انتخاب می‌شوند. تکنیک‌های گراور، فلکسو و آفست برای چاپ انبوه و دقت بالا و چاپ جوهر افشان و اسکرین برای کارهای با حجم پایین به کار گرفته می‌شوند.

## مواد مورد استفاده
از هر دو نوع مواد طبیعی و غیر طبعی در این صنعت استفاده می‌شود. مرکب‌ها باید مایع باشند تا حل، پراکنده شوند، همچنین باید دارای یکی از ویژگی‌های رسانا، نیمه رسانا و عایق را داشته باشند. هزینه مواد مصرفی باید با کاربرد محصول هماهنگ باشد. عملکرد الکترونیکی و قابلیت چاپ پذیری امکان تداخل با یکدیگر را دارا هستند، که این مهم نیازمند بهینه‌سازی دقیق است. خواص مواد بکار گرفته شده به‌طور عمده تعیین کنندهٔ تفاوت قطعات الکترونیکی چاپ شده و قطعات الکترونیکی تولید شده با روش‌های متداول است. مواد چاپ پذیر علاوه بر این قابلیت مهم دارای فوائد دیگری نظیر انعطاف‌پذیری مکانیکی و وقف پذیری کاربردی از طریق خواص شیمیایی خود می‌باشند.